# Lamine Conteh
Lamine Conteh, właśc. Muhammad Lamine Conteh Al-Hidayah (ur. 17 stycznia 1976 we Freetown, zm. 5 maja 2022 w Kenema) – sierraleoński piłkarz grający na pozycji pomocnika.

## Kariera klubowa
Conteh urodził się w Sierra Leone, jednak karierę piłkarską rozpoczął w Old Edwardians FC. Następnie grał w gwinejskim Horoya AC, a w 1992 roku wyjechał do Belgii, gdzie grał w klubie Beerschot Antwerpia. W 1992 roku awansował do kadry pierwszej drużyny i w sezonie 1992/1993 zadebiutował w niej w drugiej lidze belgijskiej. W Beerschocie grał do końca sezonu 1994/1995, a latem 1995 przeszedł do niemieckiego drugoligowca, SV Meppen. Grał w nim przez dwa lata.
W 1998 roku Conteh wyjechał do Zjednoczonych Emiratów Arabskich i podpisał kontrakt z klubem Al-Wahda. W sezonie 2000/2001 wywalczył z nim mistrzostwo ZEA. Z Al-Wahdą zdobył też Puchar Prezydenta Zjednoczonych Emiratów Arabskich w 2000 roku i Superpuchar Zjednoczonych Emiratów Arabskich w 2002 roku. W sezonie 2002/2003 grał w innym klubie z ZEA, Al-Ahli Fujairah.
W 2003 roku Conteh przeszedł do malezyjskiego zespołu Perlis FA. Występował w nim w latach 2003–2007. W 2005 roku wywalczył mistrzostwo Malezji. Z Perlis FA zdobył też dwa Puchary Malezji (2004, 2006) i Tarczę Dobroczynności (2005).
W 2007 roku Conteh grał w indonezyjskim klubie Pelita Jaya, a karierę kończył w 2008 roku w malezyjskim Negeri Sembilan FA. Następnie wznowił ją i zaliczył dwa epizody w Chanthaburi FC i Perlis FA.

## Kariera reprezentacyjna
W reprezentacji Sierra Leone Conteh zadebiutował w 1994 roku. W tym samym roku został powołany do kadry na Puchar Narodów Afryki 1994. Na tym turnieju rozegrał jeden mecz, z Wybrzeżem Kości Słoniowej (0:4).
W 1996 roku Conteh rozegrał trzy mecze w Pucharze Narodów Afryki 1996: z Burkina Faso (2:1), z Algierią (1:2) i z Zambią (0:4). W kadrze narodowej grał do 2006 roku.